# Каменики
Каменики (пол. Kamieniki) — село в Польщі, у гміні Броншевиці Серадзького повіту Лодзинського воєводства.
Населення — 254 особи (2011).
У 1975-1998 роках село належало до Серадзького воєводства.

## Демографія
Демографічна структура станом на 31 березня 2011 року:
|          | Загалом | Допрацездатний вік | Працездатний вік | Постпрацездатний вік |
| -------- | ------- | ------------------ | ---------------- | -------------------- |
| Чоловіки | 123     | 29                 | 82               | 12                   |
| Жінки    | 131     | 32                 | 66               | 33                   |
| Разом    | 254     | 61                 | 148              | 45                   |